# Zach Woods
Zach Woods (25 de Setembro de 1984) é um ator americano. Tornou-se conhecido pela interpretação de Gabe Lewis na comédia The Office da NBC. Atualmente interpreta Donald "Jared" Dunn na comédia Silicon Valley da HBO.

## Vida e carreira
Woods nasceu em uma família secular judia. Seu pai é um psiquiatra e assistente social, especialista em terapia clínica, e sua mãe é uma enfermeira. É o filho do meio: tem um irmão mais velho e uma irmã mais nova. Woods cresceu em Yardley, Pensilvânia e estudou no Pennsbury High School em 2003. Ele começou a se atuar com improviso no Upright Citizens Brigade Theatre aos 16 anos e fez parte do da trupe de improvisos "The Stepfathers", que tinha entre seus membros Bobby Moynihan e Chris Gethard. Ele ensinou improvisação na Universidade Columbia, na Universidade Duke e no Lincoln Center. Ele já apareceu em filmes como In The Loop, The Other Guys e CollegeHumor na esquete "Adam and Eve in the Friends Zone". No final de 2011, Woods apareceu na terceira temporada de Bored to Death da HBO.

## Filmografia

### Filmes
| Ano  | Título                  | Personagem            | Notas                               |
| ---- | ----------------------- | --------------------- | ----------------------------------- |
| 2004 | Terrorists              | Caixa de farmácia     |                                     |
| 2009 | Strangers               | Homem                 | Curta                               |
| 2009 | In the Loop             | Chad                  |                                     |
| 2009 | The Honkys              | O.G                   | Curta                               |
| 2010 | Flipped                 | Michael               | Curta                               |
| 2010 | The Other Guys          | Douglas               |                                     |
| 2011 | High Road               | Tommy                 |                                     |
| 2011 | Andy and Zach           | Zach                  | Curta                               |
| 2011 | Damsels in Distress     | Rick DeWolfe          |                                     |
| 2012 | Rich Girl Problems      | Duncan                | Curta                               |
| 2013 | The Heat                | Paramédico            |                                     |
| 2015 | Spy                     | Homem de gravata roxa |                                     |
| 2016 | Other People            | Paul                  |                                     |
| 2016 | Ghostbusters            | Gareth                |                                     |
| 2016 | Mascots                 | Mike Murray           |                                     |
| 2017 | The Lego Ninjago Movie  | Zane                  | Voz                                 |
| 2017 | Zane's Stand Up Promo   | Zane                  | Voz; curta                          |
| 2017 | The Post                | Anthony Essaye        |                                     |
| 2019 | The Angry Birds Movie 2 | Carl                  | Voz                                 |
| 2020 | Downhill                | Zach                  |                                     |
| 2020 | David                   | —                     | Diretor, roteirista e produtorcurta |
| ASA  | Spin Me Round           |                       |                                     |

### Televisão
| Ano           | Título                             | Personagem          | Notas |
| ------------- | ---------------------------------- | ------------------- | --- |
| 2005          | My Wife, the Ghost                 | Geets Wilson        | Episódio: "#1.5" |
| 2006          | Sexual Intercourse: American Style | Ted                 | Episódio: "Incense and Candles" |
| 2009          | Washingtonienne                    | Mark                | Episódio: "Pilot" |
| 2011          | Funny or Die Presents              | Stuart              | Episódio: "#2.9" |
| 2010–13       | The Office                         | Gabe Lewis          | 51 episódios; Recorrente na 6ª temporada Núcleo principal das 7ª a 9ª temporada Indicado – Screen Actors Guild Award for Outstanding Performance by an Ensemble in a Comedy Series (2011–12) |
| 2011          | Bored to Death                     | Super Ray fan       | Epsódio: "Nothing I Can't Handle by Running Away" |
| 2012–14       | The League                         | Lane                | 2 episódios |
| 2013          | Veep                               | Ed Webster          | 3 episódios |
| 2013          | Arrested Development               | Trippler            | Episódio: "Off the Hook" |
| 2013          | The Good Wife                      | Jeff Dellinger      | 2 episódio |
| 2013          | Comedy Bang! Bang!                 | The Remarkable Greg | Episódio: "Cobie Smulders Wears a Black & White Strapless Dress" |
| 2014          | Kroll Show                         | Cal Culvers         | Episódio: "Krolling Around with Nick Klown" |
| 2014–19       | Silicon Valley                     | Donald "Jared" Dunn | Núcleo principal |
| 2014–17       | Playing House                      | Zach                | Núcleo principal |
| 2015          | Drunk History                      | Lee Duncan          | Episódio: "Los Angeles" |
| 2016          | Animals.                           | Brian (voz)         | Episódio: "Pigeons." |
| 2016          | Better Things                      | Zach                | Episódio: "Woman Is the Something of the Something" |
| 2017–18       | Big Mouth                          | Daniel / Meia (voz) | 2 episódios |
| 2020–presente | Avenue 5                           | Matt Spencer        | Núcleo principal |
| 2020          | Os Simpsons                        | Zane Furlong (voz)  | Episódio: "The Miseducation of Lisa Simpson" |

### Web
| Ano  | Título      | Papel      | Notas       |
| ---- | ----------- | ---------- | ----------- |
| 2011 | The Podcast | Gabe Lewis | 3 episódios |